# Rocko Schamoni
Rocko Schamoni, pseudonimo di Tobias Albrecht (Lütjenburg, 8 maggio 1966), è un cantante, attore e scrittore tedesco.
Nel corso della sua carriera,  in continua evoluzione, spazia tra la musica, il cinema, il teatro, la letteratura e l'imprenditoria nel campo dell'intrattenimento, nonché la gestione diretta di alcuni club.
Rocko Schamoni assume vari pseudonimi, fedele alla sua natura poliedrica, King Rocko Schamoni, Bims Brohm, IBM Citystar, Mike Strecker e Silvio Strecker.

## Biografia

### Musica
Nella fase iniziale della sua carriera musicale, Rocko Schamoni ingloba nella sua arte elementi del punk rock, della musica rock e del jazz, assumendo l'appellativo di deutscher Post-Punk.
Agli inizi degli anni '80 Rocko Schamoni diventa il socio della punk band Warhead, che successivamente cambia il nome in Public Enemy n.7 , e poi in die Gӧtter.
I primi successi appaiono soprattutto quando Schamoni lascia definitivamente lo Schleswig – Holstein per Amburgo dove si conferma nel panorama della sottocultura pop con l'appellativo di King Rocko Schamoni.
Nell'Hamburger Schule Schamoni decide di unirsi ai Goldenen Zitronen e ai Toten Hosen, punk band che segue in tournée attraverso la Germania, l'Austria e la Svizzera. Inoltre, Rocko Schamoni fonda con Schorsch Kamerun e DJ Cumpadre la formazione elettronica “Connection Point”.
Il 1987 è l'anno che segna l'uscita del suo primo singolo dal titolo Liebe kann man sich nicht kaufen, dopo il quale seguiranno numerosi album e singoli di successo.
Il punto di svolta giunge con la pubblicazione dell'album Rocko Schamoni & Little Machine (2007) nel quale si risente il cambiamento di stile del musicista che si avvicina alla musica soul sul genere di Al Green.
Fondamentale per l'evoluzione della sua carriera non soltanto in senso musicale è la fondazione dello Studio Braun insieme agli amici e colleghi Heinz Strunk e Jacques Palminger nel 1998. Il trio di Amburgo conosciuto inizialmente per gli scherzi telefonici assurdi di stampo popolare e per la musica incisa in gruppo, si fa promotore di un'arte alternativa che si fonda sullo psychedelischen Humor.

### Film
Tra il 1990 e il 1992, col suo motto: "Raus aus der Gesellschaft – Rein in den Rock", Schamoni interpreta insieme all'attore Christian Dabeler il ruolo di
Eule nei due cortometraggi amatoriali Rollo Aller e Rollo Aller!2, condotti dalla regia di Henrik Peschel.
Con piccoli ruoli Rocko Schamoni fa la sua comparsa in diversi film e produzioni di serie; lo si trova, ad esempio, nei panni di un poliziotto nel film Die Ratte di Klaus Lemke o in Am Tag als Bobby Ewing starb.
Nel 2008 Rocko Schamoni è un campione di tiro a segno nel film Fleisch ist mein Gemüse, dall'omonimo romanzo di Heinz Strunk, socio dello studio Braun.
Nel film Fraktus - Das letzte Kapitel der Musikgeschichte (2012, regia di Lars Jessen) Rocko Schamoni recita nella figura di Dirk 'Dickie' Schubert, e si mostra nel film 00 Schneider - im Wendekreis der Eidechse (2012) di Helge Schneider.

### Romanzi
La produzione letteraria di Rocko Schamoni è strettamente legata al contesto della Popliteratur in Germania.
Nel 2000 Rocko Schamoni comincia la sua carriera come romanziere con la pubblicazione del romanzo d'esordio Risiko des Ruhms. L'opera di carattere autobiografico subisce una revisione e appare nel 2007 nell'edizione dal titolo Risiko des Ruhms – Director's Cut.
I ricordi della sua adolescenza vissuta da Punk nella città natale alla fine degli anni '70, inizio anni ‘80 si materializzano nel suo secondo libro di successo Dorfpunks, pubblicato nel 2004.
Il 2007 è l'anno della pubblicazione di Sternstunden der Bedeutungslosigkeit, un romanzo che racconta in 34 capitoli la vita di Michael Sonntag, giovane disoccupato in giro per la metropoli di Amburgo, le cui avventure proseguono nell'ultimo romanzo di Rocko Schamoni, Tag der geschlossenen Tür (2011).
I suoi romanzi, nella versione a stampa, resi in formato audio sono: Risiko des Ruhms, Dorfpunks, Sternstunden der Bedeutungslosigkeit e Tag der geschlossenen Tür. Si tratta di audiolibri, i cui contenuti sono il risultato di letture pubbliche dell'autore di alcuni capitoli dei romanzi.

### Produzione teatrale
Nel 1998 Rocko Schamoni compone musica per l'opera teatrale Ein Sportstück di Elfriede Jelinek, eseguita al Deutschen Schauspielhaus di Amburgo.
Nel 2000 e 2002 Rocko Schamoni compone musica per gli spettacoli teatrali
Der digitale Wikinger e Macht fressen Würde, nei quali vi prende parte insieme all'ideatore Schorsch Kamerun, cantante dei Goldenen Zitronen, nello Schauspielhaus di Zurigo.
Nel dicembre 2004 Rocko Schamoni esegue brani musicali nella commedia wildiana Bunbury, nella versione rielaborata di Elfriede Jelinek sotto la regia di Falk Richter nel Burgtheater di Vienna. La pièce teatrale ottenne diversi premi.
Nel maggio 2005 Rocko Schamoni dà il suo contributo in senso musicale e teatrale all'operetta Phönix – Wem gehӧrt das Licht, basata sul romanzo Fleisch ist mein Gemüse, scritto da Heinz Strunk, collega dello studio Braun di Rocko.
Il 30 aprile 2008 lo Studio Braun festeggia la prima teatrale di Dorfpunks, tratta dal romanzo omonimo di Rocko Schamoni. Il 21 ottobre 2010 segue la prima rappresentazione di Rust - Ein deutscher Messias, realizzata dallo studio Braun nel teatro amburghese, che mette in scena la vita di Matthias Rust.

### Pudel Klub/Golden Pudel Club
Gli anni '90 vedono Rocko Schamoni, insieme a Schorsch Kamerun e altri amici, fondare il primo Pudel Klub, che trova sede in un'anonima osteria, situata nel pianterreno della casa da lui precedentemente abitata. Essa accoglie i concerti dei grandi gruppi musicali della cultura pop contemporanea.
Il club chiude e nel 1995 apre Rocko Schamoni con Kamerun e Norbert Karl il Golden Pudel Club nella Hafenstraße, - scuola amburghese del rock alternativo tedesco. Con la scomparsa di Norbert Karl (2004) Rocko Schamoni acquista il diritto di enfiteusi sul Club.

## Approfondimenti
- La scelta del nome d'arte "Rocko Schamoni" risiede nell'interesse dell'autore per la musica italiana, in particolare per le creazioni artistiche degli anni '70 e '80 di Adriano Celentano.

- L'interesse dell'autore, nonché il suo spiccato humour investono anche il campo politico, nel quale Schamoni si presenta nel 2005 come candidato del partito amburghese Die PARTEI. I suoi slogan elettorali, sebbene umoristici e a tratti semi utopistici, in linea col carattere parodico-sarcastico della rivista Titanic sulla quale si fonda il partito, inneggiano (come parte dei suoi romanzi e canzoni) alla solidarietà e all'amore, come evidenzia il motto: "Wir müssen eine Mauern bauen" (“dobbiamo costruire un muro”).
- Nonostante il successo Schamoni resta fedele all'idea di un'arte “sotterranea”. Allontanandosi puntualmente dalla scena mainstream partecipa non soltanto a manifestazioni subculturali (social beat e slam poetry), ma crea un'arte essenzialmente postmoderna, oscillante tra la cultura punk underground e quella pop dominante.

Alla ricerca continua di un'arte anticonvenzionale, Rocko Schamoni dà un'impronta diversa alla letteratura pop degli anni'90, affermandosi nel panorama letterario tedesco nelle vesti di un Beobachter (“l'osservatore”), come suona il titolo molto eloquente della canzone der Mond : "Hallo Freunde ich bin der Beobachter/ich stehe lautlos hier ganz oben und ich bin einfach da...".

## Produzione artistica

### Discografia

#### Album
- 1988: Vision (LP, Weser Label)
- 1990: Jeans und Elektronik (LP/LP lim. mit Flexi-Disc/CD/MC, Polydor)
- 1991: Disco
- 1993: Ex-Leben (mit Motion)(CD, What's so funny about)
- 1995: Galerie Tolerance
- 1996: Die frühen Werke des Monsieur 70 Volt
- 1999: Showtime (DoCD inkl. Remixe, Trikont)
- 2002: Der Schwere Duft von Anarchie (CD, Virgin)
- 2003: The Best of Rocko Schamoni (DoCD/LP, Trikont)
- 2007: Rocko Schamoni & Little Machine (CD, Trikont; LP, Nobistor)

#### Singoli
- 1987: Liebe kann man sich nicht kaufen (7“-Weser Label)
- 1990: Ich will Liebe (7“-Vinyl, Weser Label; Maxi-CD/12“-Vinyl, Polydor)
- 1990: Was kostet Liebe (7“-Vinyl, Polydor)
- 1990: Mendocino (Duetto con Michael Holm)
- 1991: Nackt in Las Vegas (7“-Vinyl/Maxi-CD, Polydor)
- 1999: Showtime Remixe (12“-Vinyl, Trikont)
- 2002: Geld ist eine Droge (Maxi-CD, Virgin)
- 2002: Heart of Plastic (12“-Vinyl/Maxi-CD, Virgin)
- 2005: Mauern (Maxi-CD, Trikont; 7“-Vinyl, Nobistor)
- 2006: Muster (Maxi-CD, Trikont; 7“-Vinyl, Nobistor)
- 2010: Mein Hass (7“-Vinyl, duetto con Cordelia Waal, Musica e Produzione: Rockford Kabine)

#### Album con lo Studio Braun
- 1998: Gespräche (CD, Mercury)
- 1999: Gespräche 2 (CD, Ariola)
- 2000: Jeans Gags (CD, Ariola)
- 2001: FC St. Pauli & TSC Studio Braun – 1:1:0 am Millerntor (CD, Freizeit/Universal)
- 2002: Fear of a Gag Planet (CD, Ariola)
- 2004: Ein Kessel Braunes (CD, Trikont)
- 2012: Fraktus - Millennium Edition (CD, Staatsakt)

#### Singoli con lo Studio Braun
- Die andere Realität/ Joy (7“-Vinyl, Nobistor)
- Bierchen/Mariacron/Bier-Hypochonder (7“-Vinyl, Nobistor)
- 2012: Fraktus - Affe Sucht Liebe (Operation Pudel 2006/Original 1983 Version) (7“-Vinyl, Pudel Produkte 19)

### Opere letterarie
- 2000: Risiko des Ruhms
- 2004: Dorfpunks
- 2007: Risiko des Ruhms: Director's Cut
- 2007: Sternstunden der Bedeutungslosigkeit
- 2011: Tag der geschlossenen Tür. Piper, München 2011, ISBN 978-3-492-05421-8

### Filmografia
- 1988: Ballhaus Barmbek
- 1990: Rollo Aller!
- 1992: Rollo Aller! 2
- 1993: Die Ratte
- 2004: Jazzclub – Der frühe Vogel fängt den Wurm
- 2005: Wir waren niemals hier
- 2005: Am Tag als Bobby Ewing starb
- 2007: 20.000 Jahre Studio Braun – Ein Jubiläum feiert Geburtstag
- 2008: Fleisch ist mein Gemüse
- 2008: Rollo Aller! 4
- 2009: Dorfpunks
- 2012: Wir werden immer weitergehen (Documentario/DVD e libro)
- 2012: Fraktus
- 2013: 00 Schneider – Im Wendekreis der Eidechse

#### Comparse in televisione
- 1997: Pudel Overnight, 3sat (moderatore)
- 2001: Fast Forward, Viva 2 (moderatore)
- 2001: Pudel Reisen: Prag, Viva 2 (moderatore)
- 2003: 14º Distretto: Tapetenwechsel (attore)
- 2005: TV total, 15. März 2005, Pro 7 (ospite)
- 2008: Zimmer frei, 2. Dezember 2007, WDR (ospite)
- 2008: TV total, 20. Februar 2008, Pro 7 (ospite)
- 2008: NDR Talk Show, 11. April 2008, NDR (ospite)
- 2011: TV total, 28. März 2011, Pro 7 (ospite)
- 2012: Roche & Böhmermann, 15. April 2012, ZDFkultur (ospite)